# Desert Sands
Desert Sands (br Areias do Deserto) é um filme de aventura estadunidense de 1955, dirigido por Lesley Selander. A trama é sobre batalhas contemporâneas da Legião Estrangeira Francesa no Norte da África.

## Elenco
- Ralph Meeker...Capt. David Malcolm
- Marla English...Princesa Zara
- J. Carrol Naish...Sgt. Diepel
- John Carradine...Jala, o mercador de vinhos
- Ron Randell...Soldado Peter Ambrose Havers
- John Smith...Soldado Rex Tyle
- Keith Larsen...El Zanal
- Lita Milan...Alita

## Sinopse
O bravo capitão norte-americano David Malcolm mal chega para ocupar o comando das tropas da Legião Estrangeira Francesa num forte no Norte da África, quando recebe a notícia de que uma companhia inteira fora massacrada por uma tribo de árabes revoltosos. Logo em seguida o forte é cercado e Malcom e todos os homens são capturados pelo líder árabe El Zanal, ajudado pela vingativa irmã Princesa Zara e pelo tio Jala. Os irmãos culpam os legionários pelo assassinato do pai deles quando eram crianças, mas tudo fora um plano de Jala que queria a guerra e espionava as tropas há anos disfarçado de mercador de vinhos.